# 左吉
左吉（?—?），元朝大臣，元文宗时中书参知政事。
元英宗至治元年（1321年），担任江南行台御史。元文宗即位，入为侍御史。天历二年（1329年），升任中书省参知政事，元顺帝即位后，左吉担任江浙行省平章政事，贪赃纳贿，浙江人非常怨恨他。被佥浙西廉访司事吕思诚所弹劾，元顺帝下诏把他流放海南岛。